# Austrocuma kornfieldi
Austrocuma kornfieldi is een zeekommasoort uit de familie van de Bodotriidae. De wetenschappelijke naam van de soort is voor het eerst geldig gepubliceerd in 2004 door Haye.